# Mine d'Agnew
La mine d'Agnew est une mine à ciel ouvert et souterraine d'or située en Australie-Occidentale. Elle appartient à Gold Fields.